# 持続可能な食文化の日
持続可能な食文化の日（じぞくかのうなしょくぶんかのひ、Sustainable Gastronomy Day）は、国連が定めた国際デーの一つで2016年12月12日の第66回本会議で制定された。その趣旨は、持続可能な食料生産を意識するとともに、地域固有の伝統的な食文化の継承について再考する日ということである。

## 国連の活動
国連教育科学文化機関(ユネスコ)と国連食糧農業機関(FAO)、及び国連総会は、加盟国やその他の国連機関、地域機関、そして市民社会と協力して、持続可能な開発への貢献について、市民意識の向上のため持続可能な食文化(ガストロノミー、美食の意味もあり)の日を契機として、それを推進するような活動している。

### 活動の例
ユネスコは、2004年にグローバリゼーションと知識情報経済化が急速に発展してきた21世紀にふさわしい都市のあり方として創造都市(Creative City)のネットワーク(創造都市ネットワーク)というものを提唱し、7つの分野で創造都市を認定し、それらの相互の交流を推進しようとしている。7つの分野は、工芸(クラフト&フォークアート)、デザイン、映画、食文化、文学、メディアアート、音楽である。これは世界遺産とは異なり、条約に基づくものではなく、ユネスコが主体として実施しているものである。2024年現在、世界の49の都市が美食創造都市に指定されている。日本からは臼杵、鶴岡が選ばれている。
ユネスコがその他に手掛けているものには、飲食店でのクリーンエネルギーの推進。テレビの料理チャンネルなどでの持続可能な食文化への意識向上などである。
国連食糧農業機関は、世界各地の伝統的な食文化の推奨と普及。食文化や栄養を考慮した料理本 の出版などがある。